# Філемон Янг
Філемон Юнджі Янг (фр. Philémon Yunji Yang; нар. 14 червня 1947) — камерунський політик, прем'єр-міністр Камеруну від 30 червня 2009 — 4 січня 2019. Раніше обіймав посаду помічника Генерального секретаря президії з посадою міністра (2004-2009). Обіймав посади в уряді 1975 — 1984 роках й був послом Камеруну в Канаді від 1984 до 2004 року. 7 червня 2024 року його було обрано головою Генеральної Асамблеї ООН на її сімдесят дев'ятій сесії, розпочавши свій термін 10 вересня 2024 року.